# Пер Улоф Екстрьом
Пер Улоф Екстрьом (на шведски: Per Olof Ekström) е шведски фермер, журналист и писател на произведения в жанровете драма, трилър и документалистика. Писал е и под псевдонимите Тереза Линдфорс (Theresa Lindfors), Катрин Бурма (Katarina Burma), Бок фон Хорн (Bock von Horn), Карина Щолц (Carina Stoltz) за своите еротични книги.

## Биография и творчество
Пер Улоф Екстрьом е роден на 26 април 1926 г. в енория Гестад, община Вюнерсборг, окръг Олвсбург, Швеция, в семейството на Антон и Герда Екстрьом. Има брат и по-малка сестра. Още в училище е различен от останалите, тъй като има отличен успех и чете много книги, заради което е тормозен от своите съученици.
Съвсем млад Екстрьом поема фермата от родителите си. Едновременно с работата в нея започва да пише. Първия си роман „Den ensamme“ (Самотния) публикува на 21 години през 1947 г. Той има биографични елементи и описва неласкаво местните хора, за което е оценен повече в други части на страната.
На 23 години издава най-известната си книга „Тя танцува само едно лято“. Главният герой студентът Гьоран Стендал, докато през лятната си ваканция е на гости на чичо си Андерс Персон в провинцията, има любовна връзка с местната девойка Шещин. Той има разбирането на чичо си, но връзката им среща яростния отпор на родителите ѝ и на местния протестантски пастор. Трагичният край на връзката им е символ на революционните промени в социалните отношения в началото на столетието.
През 1951 г. романът е екранизиран във филма „Тя танцува само едно лято“ на Арне Матсон с участието на Ула Якобсон и Фолке Сундкуист. Той има скандален успех за времето си поради голите сцени в него. Печели наградата „Златната мечка“ на Берлинския филмов фестивал.
През 1954 г. се премества в Стокхолм, където завършва с бакалавърска степен.
През пролетта на 1966 г. е обвинен в укриване на непълнолетния престъпник Оле Йохансон с цел да го интервюира и да събере материал за социално маргинализираната младеж, за което получава 6-месечна условна присъда.
През 1971 г. публикува друга известна своя книга „Arsenik och nattvardsvin“, в която се разказва за нашумялата криминална история в Швеция за свещеника Андреас Линдбак, извършвал евтаназии на бедни и болни енориаши. Линдбак е живял близо до родното място на Екстрьом и той често е чувал за него от баща си. При написването на книгата се позовава на детайлно проучване на документите по делото.
В повечето си романи Екстрьом развива теми, свързани със селските райони на Швеция и младежките проблеми в тях. Поради влошено финансово състояние на фермата, която фалира през 1968 г., в началото на 70-те години започва да пише и комерсиална еротична литература, която публикува под различни псевдоними.
След фалита на фермата и след получаване на обвинения в данъчни престъпления, Екстрьом напуска Швеция и семейството си (за да не бъде преследвано), и емигрира в ГДР и Румъния, където живее до смъртта си.
Екстрьом се жени на два пъти. През 1977 г. се жени за Лигия Подореан-Екстрьом, архитект и художник от Трансилвания, Румъния, която емигрира, за да живее в Швеция. От браковете си Екстрьом има общо 8 деца.
Пер Улоф Екстрьом умира след кратко боледуване на 4 октомври 1981 г. в Букурещ, Румъния. В родното му място в Гестад през 2010 г. е направен музей за него от местната общност.

## Произведения

### Като Пер Улоф Екстрьом

#### Самостоятелни романи
- Den ensamme (1947)
- Sommardansen femte upplagan (1949)
Тя танцува само едно лято, изд.: ОФ, София (1956, 1986), прев. Борис Паунов
- Den blomstertid nu kommer (1951)
- Mördande vår (1953)
- Gå i ringen (1956)
- Berit flickebarn (1956)
- Den vänliga staden (1958)
- Fjäril och flamma (1960)
- Beskärda del (1961)
- Den (13 augusti (1962)
- Midsommarnatt (1963)
- Väntans år (1964)
- Vendela (1965)
- Bita huvudet av skammen (1966)
- Vilddjurets märke (1967)
- Johannes Rimsmed (1968)
- Dubbel glädje (1968)
- Drömmar av kött och blod (1968)
- Den som är utan synd (1968)
- Hon dansade i sängen (1969)
- Tänk om jag gifter mig med pappa (1969)
- Arsenik och nattvardsvin (1971)
- Blåögd bandit (1972)
- Bruno von Adlershain (1973)
- Maj i november (1973)
- En stad ovan molnen (1974)
- Den tjugotredje (1974)
- Vår man är inte du (1975)
- Dom stenkåta (1976)
- Klarsjöspelet (1976)
- Undan stormen (1977)
- Vinna freden (1978)
- Drakens son (1979)
- Dynamit (1980)

#### Документалистика
- Mordet på modernäringen (1969)
- Ceausescu och Rumänien (1977)
- Hälsokällornas land – Rumänien (1975)

### Като Тереза Линдфорс
- Signor vankelmod (1972)
- Flykt i norr (1973)
- Den trånga dalen (1974)
- Österns portar (1976)

### Като Катрин Бурма
- Fatimas hand (1971)

### Като Бок фон Хорн
- En sexbrud ре luckan (1970)
- Förhäxad av sex (1973)

### Като Карина Щолц
- Tjuren (1973)

### Филмография
- 1951 Тя танцува само едно лято, Hon dansade en sommar – филм по романа
- 1954 Ung sommar по романа „En spelmanshistoria“, сценарист
- 1957 Vildmarkssommar
- 1958 Livets vår – сценарист
- 1961 Falter und flamme (ГДР)

### Книги за Пер Улоф Екстрьом
- Damn Ekström – от Ингмар Норлен (1993)